# Demy de Zeeuw
Demy de Zeeuw (nacido el 26 de mayo de 1983 en Apeldoorn) es un exfutbolista neerlandés.

## Trayectoria

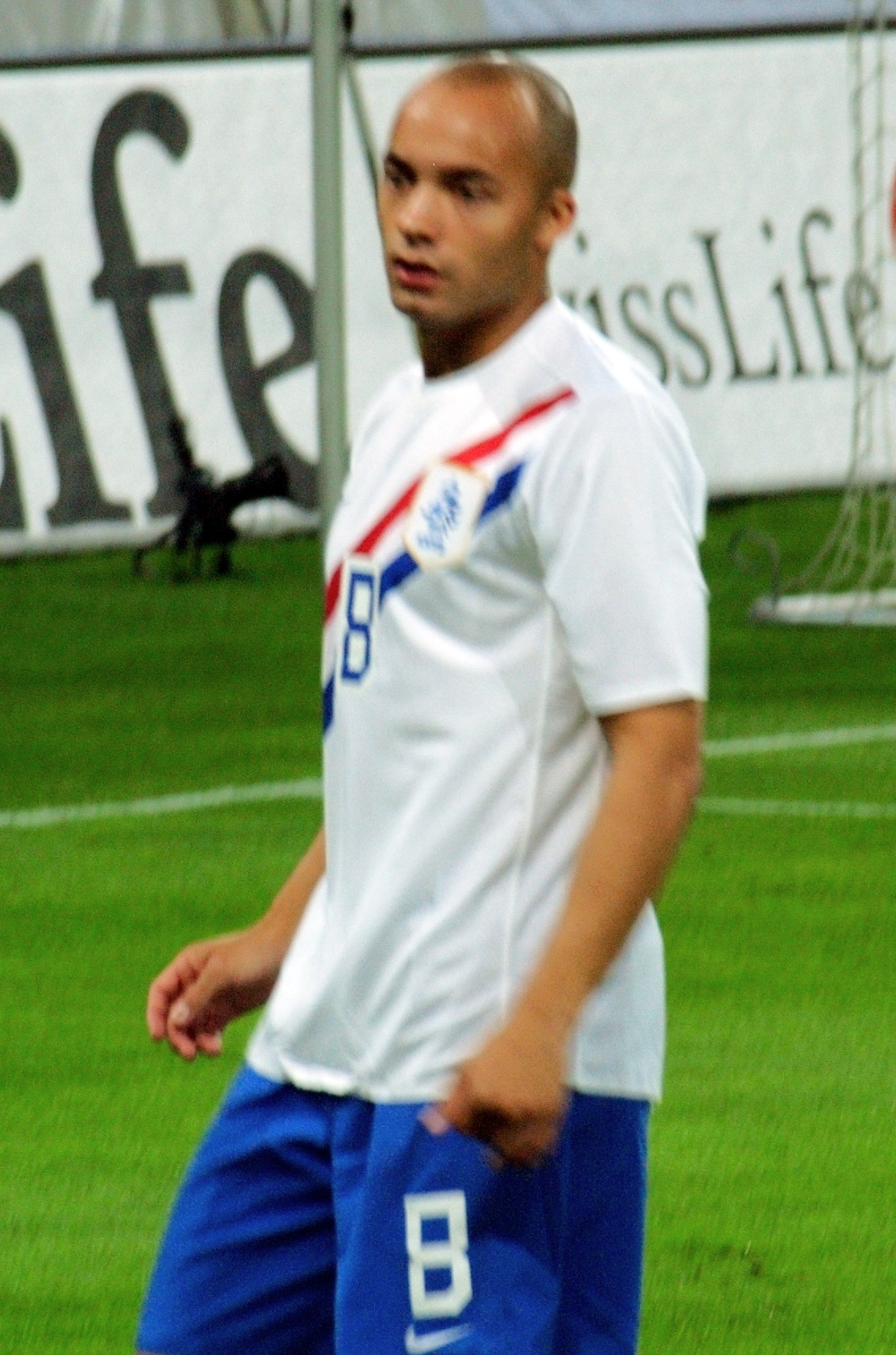
De Zeeuw jugando para su selección.

Comenzó su carrera con el club de su ciudad, el AGOVV. Después captó la atención del Go Ahead Eagles, con los que firmó. Fue miembro del equipo neerlandés que ganó la Eurocopa sub-21 disputada en el año 2006. En agosto de 2006 fichó por el AZ Alkmaar por 100.000 euros y cuatro años de contrato. A partir de 2009, se incorporó a las filas del Ajax Ámsterdam, en el cual es titular indiscutible y con el dorsal número 20.
El 6 de julio se concreta su pase al Spartak Moscú, club que lo adquiere en aproximadamente siete millones de euros.

## Selección nacional
Ha sido internacional con la Selección de fútbol de los Países Bajos en 27 ocasiones en las que no ha anotado ningún gol. Jugó bastante bien para el AZ, gracias a lo cual hizo su debut internacional con su selección en la clasificatoria para la Eurocopa del 2008. Su primer partido fue el 28 de marzo de 2007 ante la Selección de fútbol de Eslovenia. En la selección juega de mediocentro defensivo y compite en este puesto con jugadores como Mark van Bommel, Denny Landzaat, Orlando Engelaar, Nigel de Jong y Hedwiges Maduro.
Disputó 2 partidos en la Copa Mundial de Fútbol de 2010, uno de ellos como titular, el de la semifinal frente a Uruguay, que terminó con un resultado de 2-3 favorable a su selección. Finalmente perdieron la final frente a España por 0 goles a 1.

### Participaciones en Copas del Mundo
| Mundial                        | Sede      | Resultado  | Partidos | Goles |
| ------------------------------ | --------- | ---------- | -------- | ----- |
| Copa Mundial de Fútbol de 2010 | Sudáfrica | Subcampeón | 2        | 0     |

### Participaciones en Eurocopas
| Eurocopa                | Sede           | Resultado   |
| ----------------------- | -------------- | ----------- |
| Eurocopa Sub-21 de 2006 | Portugal       | Campeón     |
| Eurocopa 2008           | Austria/ Suiza | 4° de final |

## Clubes
| Club                  | País         | Año       |
| --------------------- | ------------ | --------- |
| Go Ahead Eagles       | Países Bajos | 2001-2005 |
| AZ Alkmaar            | Países Bajos | 2005-2009 |
| Ajax                  | Países Bajos | 2009-2011 |
| Spartak de Moscú      | Rusia        | 2011-2014 |
| → Anderlecht (cedido) | Bélgica      | 2013-2014 |
| NAC Breda             | Países Bajos | 2015      |

## Palmarés

### Campeonatos nacionales
| Título                   | Club           | País         | Año  |
| ------------------------ | -------------- | ------------ | ---- |
| Eredivisie               | AZ Alkmaar     | Países Bajos | 2009 |
| Copa de los Países Bajos | Ajax Ámsterdam | Países Bajos | 2010 |
| Eredivisie               | Ajax Ámsterdam | Países Bajos | 2011 |

### Copas internacionales
| Título                  | Club         | Sede     | Año  |
| ----------------------- | ------------ | -------- | ---- |
| Eurocopa Sub-21 de 2006 | Países Bajos | Portugal | 2006 |